# Бобруйская улица (Москва)
Бобру́йская у́лица — улица в Москве, на территории Западного административного округа, в районе Кунцево.

## Местоположение
Бобруйская улица проходит между Молодогвардейской улицей и улицей Академика Павлова.
Почтовые отделения: 121351 (дома 1 — 7, 2 — 12); 121359 (остальные дома).

## Транспорт
По улице проходят маршруты автобусов № 73 и № 794 с остановками «Стадион» и «Строительный колледж».

## История улицы
Улица была образована при массовой жилищной застройке территории бывшего города Кунцево, включённой в состав Москвы в августе 1960 года. Название Бобруйская было присвоено улице 9 мая 1961 года в честь белорусского города Бобруйска в связи с расположением улицы на западе Москвы. В 1944 году в районе Бобруйска проходила Белорусская операция Советской армии, в ходе которой была ликвидирована крупная группировка немецко-фашистских войск.

## Примечательные здания и сооружения

### По нечётной стороне
- № 5 — Московский университет МВД
- № 7 — Айсберг, КГТиТ № 41
- № 15 — Школьно-базовая столовая
- № 17 — Колледж сферы услуг, Автотех ко
- № 19 — МОЭК, Горэнергосбыт
- № 21 — Молочно-раздаточный пункт
- № 23 — Банковский колледж

### По чётной стороне
- № 2 — Московский институт современного бизнеса
- № 4. к 1 — Мировой судья
- № 6. к 2 — Генеральная страховая компания, Fast English, Жемчужина (салон красоты)
- № 10. к 1 — Орион
- № 18. к 2 — Гавсити
- № 20 — Русский холод
- № 22. к 1 — Солос
- № 24 — Ниточки
- № 28 — Салават стекло